# Lichtart
Lichtart hat zwei Bedeutungen. Bei beiden geht es um die Art der Lichtquelle (z. B. Sonne, Kerze, Glühbirne), denn jede Lichtquelle hat eine andere Lichtfarbe.
Die erste Bedeutung bezieht sich darauf, welche Farb-Anteile (das Spektrum) das Licht einer Lichtquelle im Lichtspektrum hat, üblicherweise angegeben als eine Kurve.
Die zweite Bedeutung baut auf der ersten auf und ist die Vorschrift, mit welchen Lampen und gegebenenfalls mit welchen Farbfiltern man eine bestimmte Lichtart erzeugt.
Lichtarten werden gewöhnlich mit Kurzzeichen angegeben:
- XE: Xenonlicht
- B: Sonnenlicht (nicht mehr gebräuchlich)
- P: Kerzenlicht
- D: Tageslicht, en:daylight; dabei wird die Farbtemperatur in 100 K zugesetzt, z. B. D50 = Tageslicht von 5000 K.

Die Lichtarten liegen auf einer Kurve der Weißpunkte auf dem Chromatizitäts-Diagramm.
Üblicherweise werden für farbmetrische Betrachtungen die Normlichtarten bevorzugt.